# Bãi Đồng Giữa
Bãi Đồng Giữa là một bãi ngầm thuộc cụm Bình Nguyên của quần đảo Trường Sa.
Bãi Đồng Giữa là đối tượng tranh chấp giữa Việt Nam, Đài Loan, Philippines và Trung Quốc. Hiện chưa rõ nước nào thực sự kiểm soát bãi này.
- Tên gọi: bãi Đồng Giữa; tiếng Anh: Wood Bank; tiếng Trung: 紫滩; bính âm: Zǐ tān, Hán-Việt: Tử than
- Đặc điểm: có hình ô-van với chiều dài 4 hải lý (7,4 km) và chiều rộng 2 hải lý (3,7 km). Bãi sâu tối thiểu 18,3 m và đạt diện tích 15 km².[1]